# 칼라미아사슴
칼라미아사슴(Axis calamianensis 또는 Hyelaphus calamianensis)은 돼지사슴의 일종이다. 필리핀 팔라완주의 칼라미아 제도에서만 서식한다. 필리핀에서 발견되는 3종의 사슴 중 하나로 나머지 종은 필리핀사슴와 비사야얼룩사슴이다. 수컷의 어깨 높이는 60-65cm 정도이고, 3개로 나뉘는 가지뿔을 갖고 있다.

## 같이 보기
- 바웨안사슴